# Труппа Малого театра (Москва) в 1917—2000 годах

Примечание: в скобках указаны даты службы в Малом театре
- Абрамов, Пётр Валерьевич (с 2000; с перерывом)
- Абрикосов, Андрей Львович (1926—1929; не сыграл ни одной роли)
- Аверин, Юрий Иванович (1951—1963)
- Авилов, Борис Антонович (1939—1943)
- Агеева, Александра Парменовна (1938—1943)
- Агранович, Сарра Самуиловна (1920—1938)
- Адамович, Анна Матвеевна (1925—1941;с перерывом)
- Азарин (Мессерер), Азарий Михайлович (1936—1937), автор спектаклей
- Айдаров (Вышневский), Сергей Васильевич (1898—1937), автор спектаклей
- Аксёнов, Всеволод Николаевич (1918—1946)
- Александрова, Луиза Фёдоровна (1920—1955)
- Александровский, Владимир Васильевич (1911—1919; с перерывом)
- Алексеева, Клавдия Ивановна (1898—1948)
- Алексеевцева, Нина Александровна (1917—1918)
- Аллилуева, Кира Павловна (1945—1948)
- Аманова, Светлана Геннадьевна (с 1982)
- Андреев, Валентин Львович (1944—1946)
- Андреева, Варвара Викторовна (с 1999)
- Андреева, Зинаида Еливкерьевна (с 1969)
- Андрианова, Мария Ивановна (1942—1944)
- Анненков (Кокин), Николай Александрович (1922—1999)
- Аникеева, Любовь Серафимовна (1979, 1985—2012)
- Анисимов, Анатолий Петрович (1918—1921)
- Анохин, Алексей Николаевич (c 1991)
- Антонова, Александра Михайловна (1938—1964)
- Антонова, Елена Васильевна (1983—1985)
- Ануфриев, Евгений Борисович (1960—1966)
- Арди, Нэда Александровна (1936—1946)
- Арминина-Сундукян, Тинатина Гавриловна (1909—1960)
- Артемьева, Надежда Васильевна (1918—1922)
- Архангельская, Валентина Дмитриевна (1954—1963)
- Астахов, Дмитрий Николаевич (1919—1921)
- Афанасьев, Александр Александрович
- Афанасьев, Николай Леонидович (1942—1989)
- Ашанин, Александр Эдуардович (1919—1928)
- Бабочкин, Борис Андреевич (1948—1951, 1955—1975), автор спектаклей
- Бабятинский, Валерий Константинович (с 1963)
- Багорская, Евгения Владимировна (1938—1948)
- Базарова, Екатерина Михайловна (c 1999)
- Базилевская, Надежда Всеволодовна (1918—1920)
- Байкова, Елена Дмитриевна (1945—1946)
- Бакулина, Любовь Алексеевна (1924—1933)
- Баринов, Валерий Александрович (1992—2005)
- Баринов, Егор Валерьевич (1999—2004)
- Баринова, Валентина Андреевна (1916—1956)
- Барбю, Ираида Александровна (1934—1935)
- Баршева, Любовь Сергеевна (1920—1922)
- Барышев, Ярослав Павлович (1963—2013)
- Бастриков, Игорь Анатольевич (1967—1970)
- Белевич, Борис Исаакович (1967—1970)
- Беленький, Яков Сергеевич (1942—1943)
- Белёвцева, Наталия Алексеевна (1922—1972)
- Белый, Александр Юрьевич (с 1988)
- Беляев, Василий Сергеевич (1922—1934)
- Березов, Пётр Алексеевич (1935—1951)
- Берне, Владимир Николаевич (1919—1942)
- Берс, Екатерина Дмитриевна (1896—1918)
- Бершадская, Нина Львовна (1942—1948)
- Благовещенская, Мария Ефимовна (1919—1923)
- Блохина, Клавдия Ефимовна (с 1955)
- Блюменталь-Тамарина, Мария Михайловна (1933—1938)
- Богатыренко, Павла Захаровна (1932—1965)
- Богин, Владимир Георгиевич (с 1971)
- Боголюбов, Владимир Владимирович (1948—1951)
- Боголюбов, Юрий Николаевич (1953—1955)
- Богук, Валерия Георгиевна (1988—2005)
- Бойчевская, Мария Ивановна (1918—1922)
- Болтинский, Александр Семёнович (1909—1918)
- Большакова, Екатерина Евгеньевна (1943—1946)
- Борисова, Прасковья Елисеевна (1920—1922)
- Боронина, Наталья Леонидовна (с 1981)
- Борская, Надежда Дмитриевна (1936—1954)
- Борцов, Виктор Андреевич (1957—2008)
- Бочаров, Фёдор Андреевич (1920—1947)
- Бочкарёв, Василий Иванович (с 1979)
- Бреусова, Августа Митрофановна (1919—1921)
- Бриллиантов, Борис Петрович (1918—1959), автор спектаклей
- Бударин, Николай Васильевич (1922—1959)
- Бузина, Людмила Александровна (1957—1963)
- Буканова, Галина Васильевна (1967—1989)
- Бунаков, Виктор Васильевич (с 1976)
- Буранова, Галина Гавриловна (1936—1940)
- Бурдин, Сергей Адрианович (1949—1952)
- Буренков, Евгений Дмитриевич (1955—1989)
- Бурштын, Яков Борисович (1936—1938)
- Бурыгина, Юлия Ивановна (1954—2001)
- Буславская, Александра Ивановна (1936—1946)
- Буткова, Евгения Александровна (1915—1918)
- Быстрицкая, Элина Авраамовна (с 1958)
- Вавилова, Ирина Михайловна (1964—1973)
- Валицкая, Вера Николаевна (1918—1924)
- Ваньков, Иосиф Ефимович (1942—1945)
- Ванюков, Тимофей Иванович (1942—1963)
- Васенин (Васильев), Александр Викторович (1898—1944)
- Васильев, Юрий Николаевич (1961—1999)
- Вахтеров, Александр Константинович (1995—2011)
- Велихов, Евгений Павлович (1922—1977), автор спектаклей
- Велихова, Мария Евгеньевна (1964—1966)
- Верейский (Царёв), Иван Иванович (1949—1977)
- Верещенко, Николай Алексеевич (1974—2004)
- Вертоградов, Аркадий Владимирович (1953—1963)
- Вершинин, Александр Владимирович (с 1992)
- Вершинин (Шкурднёв), Дмитрий Иванович (1971—2002)
- Весник, Евгений Яковлевич (1963—1992), автор спектаклей
- Весновская, Элли Адольфовна (1923—1925)
- Вечеслов, Сергей Михайлович (1920—1923)
- Вещев, Сергей Алексеевич (с 1982)
- Викторова, Тамара Николаевна (1936—1942)
- Вилль, Владимир Фёдорович (1920—1969)
- Вилькина, Наталья Михайловна (1972—1991)
- Винник, Павел Борисович (1992—1993)
- Владиславский (Ельник), Владимир Александрович (1933—1970)
- Воинов, Константин Алексеевич (1935—1941)
- Волкова, Наталья Николаевна (1920—1941)
- Волчкова, Антонина Николаевна (1939—1946)
- Воробьёв, Владимир Яковлевич (1922—1926)
- Воронцов, Пётр Михайлович (1935—1938)
- Востров, Павел Александрович (1942—1944)
- Вышневская, Вера Константиновна (1900—1918)
- Гаврилка, Марина Всеволодовна (1933—1940)
- Гайликовская, Людмила Владимировна (1936—1946, 1961—1984)
- Гапонцев, Борис Николаевич (1937—1942)
- Гарбузов, Георгий Антонович (1936—1942)
- Георгиевский, Владимир Павлович (1918—1921)
- Герчикова, Лидия Михайловна (1941—1946)
- Гзовская, Ольга Владимировна (1917—1919)
- Гладков, Михаил Николаевич (1935—1948), автор спектаклей
- Глумов, Александр Николаевич (1919—1923)
- Глушенко, Евгения Константиновна (1974—1996, с 2000)
- Гоголева, Елена Николаевна (1918—1993)
- Голобородько, Александр Александрович (1976—1985)
- Головин, Владимир Иванович (1943—1976)
- Головин, Сергей Аркадиевич (1902—1941), автор спектаклей
- Головина (Ничке), Олимпиада Михайловна (1918—1947; с перерывом)
- Гольбе, Николай Сергеевич (1933—1951)
- Горбатов, Андрей Борисович (1968)
- Горбатов, Борис Фёдорович (1950—1987), автор спектаклей
- Горбунова, Вера Александровна (1915—1923)
- Горбунова, Елена Ивановна (1922—1924)
- Горев, Николай Яковлевич (1938—1939)
- Горич, Николай Николаевич (1923—1948)
- Горшкова, Анна Николаевна (1922—1925)
- Гремин, Николай Николаевич (1902—1948)
- Грибкова, Лариса Ивановна (1954—1956)
- Грибунина, Александра Фёдоровна (1892—1921)
- Григоровская, Нина Осиповна (1916—1957)
- Григорьев, Фёдор Васильевич (1946—1954)
- Григорьева, Евгения Васильевна (1946—1963; с перерывом)
- Гринёв, Глеб Александрович (1926—1929)
- Гринник, Василий Иванович (1982—1998)
- Грузинский, Александр Павлович (1921—1968), автор спектаклей
- Грызунов, Владимир Иванович (1921—1946)
- Грымузинский, Виргилий Теофилович (1921—1924)
- Губанков, Виктор Фёдорович (1937—1982)
- Гундуров, Дмитрий Эрастович (1897—1921)
- Гурбатова, Наталья Яковлевна (1919—1921)
- Гуринов, Иван Васильевич (1930—1948)
- Гурьев, Евгений Васильевич (1918—1921)
- Давыдов (Горелов), Владимир Николаевич (1924—1925)
- Давыдовский, Иван Николаевич (1922—1925)
- Далматов, Николай Николаевич (1936—1948)
- Далматова, Элла Николаевна (1948—1994)
- Даль, Олег Иванович (1980—1981)
- Дахненко, Василий Владимирович (с 1991)
- Дегтяревская, Галина Михайловна (1939—1942)
- Дёмин, Кирилл Вадимович (с 1987)
- Дёмина, Галина Яковлевна (1973—2005)
- Дианова, Жанна Васильевна (1968—1992)
- Дикий, Алексей Денисович (1944—1952), автор спектаклей
- Диев, Владимир Осипович (1937—1949)
- Дмитриева, Евгения Олеговна (с 1994)
- Днепров, Сергей Иванович (1923—1924)
- Доброван, Олег Владиславович (с 1997)
- Добромыслова, Галина Петровна (1924—1959)
- Домбровский, Василий Николаевич (1927—1932)
- Домогаров, Александр Юрьевич (1984—1985)
- Доронин, Виталий Дмитриевич (1951—1976)
- Доронина, Елена Витальевна (1976—2011)
- Дорошенко, Георгий Иванович (1904—1918)
- Дронов, Георгий Александрович (1996)
- Дубенский, Анатолий Александрович (1938—1944; с перерывом)
- Дубровский, Владимир Алексеевич (с 1969)
- Дуленко, Валентина Сергеевна (1936—1937)
- Дымова, Мария Степановна (1925—1954)
- Евдокимова, Алефтина Николаевна (с 1963)
- Евстигнеев, Николай Михайлович (1944—1946)
- Евстратова, Валентина Яковлевна (1946—1990; с перерывом)
- Егорова, Генриэтта Александровна (1953—2007)
- Езепов, Вячеслав Иванович (с 1967)
- Еланская, Екатерина Ильинична (1951—1960)
- Елисеева, Варвара Владимировна (1936—1944)
- Еремеев, Сергей Сергеевич (с 1968)
- Еремеева (Битрих), Татьяна Александровна (1944—2012)
- Еринов, Георгий Семёнович (1937—1941)
- Ермаков, Александр Юрьевич (с 1995)
- Ермолов-Бороздин, Владимир Александрович, автор спектаклей
- Ермолова, Мария Николаевна (1871—1921), почётный член труппы Малого театра
- Ерохин, Сергей Иванович (1931—1934)
- Ефимов, Мстислав Сергеевич (1953—1959)
- Жаров, Михаил Иванович (1938—1981), автор спектаклей
- Жарова, Анна Михайловна (с 1973)
- Жгун, Светлана Николаевна (1963—1967)
- Желябужский, Алексей Леонидович (1912—1918)
- Жилкин, Владимир Александрович (1949—1950)
- Жихарева, Елизавета Тимофеевна (1915—1918)
- Жуков, Анатолий Сергеевич (1944—1947)
- Жулин, Дмитрий Анатольевич (1997—2005)
- Зайцев, Михаил Иванович (1935—1942)
- Заславский, Леонид Александрович (1953—1957), автор спектаклей
- Здрок, Алексей Иванович (1920—1936)
- Зембо, Антон Леонтьевич (1925—1929)
- Зеркалова, Дарья Васильевна (1938—1982)
- Зеничев, Дмитрий Николаевич (с 1996)
- Зиновьев, Игорь Константинович (1920—1922)
- Золодинов, Борис Зарафович (1961—1971)
- Золотова, Галина Павловна (1937—1944)
- Золотухин, Лев Фёдорович (1983—1988)
- Зотов, Василий Глебович (с 1997)
- Зражевский, Александр Иванович (1935—1950)
- Зубов, Евгений Лукич (1910—1930)
- Зубов, Константин Александрович (1936—1956), автор спектаклей
- Иванов, Николай Иванович (1921—1947; с перерывом)
- Иванова, Инна Владиевна (c 1999)
- Иванова, Ольга Дмитриевна (1957—1958)
- Ивенина, Руфина Алексеевна (1939—1957)
- Игаров, Виталий Макарович (1945—1987)
- Иевский, Георгий Павлович (1942—1946)
- Ильинская, Елена Сергеевна (1936—1938)
- Ильинский, Игорь Владимирович (1938—1968, 1971—1987), автор спектаклей
- Ильичёв, Валерий Алексеевич (1978—2010)
- Истомин, Александр Иванович (1909—1959)
- Кабатченко, Владимир Владимирович (1945—1946)
- Каверин, Фёдор Николаевич (1918—1922)
- Казинас, Наталья Владимировна (1977—2004)
- Калабин, Сергей Николаевич (1920—1964)
- Калинин, Василий Васильевич (1918—1922)
- Калининская, Клавдия Афанасьевна (1941—1947)
- Карнович, Наталья Сергеевна (1921—1960)
- Карнович-Валуа, Геннадий Сергеевич (1964—1992)
- Карцев, Александр Викторович (1901—1949)
- Кафтина, Светлана Робертовна (1991—1992)
- Качирин, Виктор Авксентьевич (1937—1938)
- Кашкарова, Елена Михайловна (1924—1938)
- Кашперова, Ольга Дмитриевна (1917—1926)
- Каюков, Степан Яковлевич (1946—1952)
- Каюров, Юрий Иванович (с 1967)
- Кемпер, Мария Николаевна (1936—1941)
- Кенигсон, Владимир Владимирович (1949—1986), автор спектаклей
- Кенигсон, Наталья Владимировна
- Кизевальтер, Татьяна Сергеевна (1939—1941)
- Кириченко, Людмила Павловна (1963—1970)
- Кирюшина, Галина Александровна (1956—1994)
- Кисаров, Павел Леонтьевич (1922—1926)
- Кисин, Зиновий Михайлович (1934—1944)
- Китаев, Николай Геннадиевич (1936—1940)
- Кичанова, Лариса Георгиевна (с 1972)
- Климов, Михаил Михайлович (1909—1918, 1919—1925, 1927—1942)
- Клиш, Виталий Андреевич (1942—1944)
- Клюев, Борис Владимирович (с 1969)
- Клюквин, Александр Владимирович (с 1978), автор спектаклей
- Ковров (Кувшинов), Георгий Иванович (1934—1959)
- Кознов, Дмитрий Дмитриевич (c 1983)
- Колесова, Розалия Васильевна (1968)
- Колосов, Владимир Иванович (1946—1999)
- Колосова, Евгения Михайловна (1925—1932)
- Колычёв, Юрий Осипович (1950—1956)
- Комаровская, Екатерина Михайловна (1918—1922)
- Комиссаров, Николай Валерьянович (1946—1957)
- Конов, Сергей Филиппович (1934—1986), автор спектаклей
- Кононов, Михаил Иванович (1963—1968)
- Константинов, Пётр Александрович (1958—1973)
- Коняев, Виталий Анатольевич (c 1958)
- Корелов, Николай Иванович (1922—1924)
- Корниенко, Нелли Ивановна (c 1959)
- Коротков, Александр Петрович (1920—1954)
- Короткова, Татьяна Ивановна (c 1982)
- Корункова, Надежда Николаевна (1963—2001)
- Коршунов, Александр Викторович (с 1984)
- Коршунов, Виктор Иванович (1952—2015), автор спектаклей
- Коршунов, Степан Александрович (c 1999)
- Косарева, Маргарита Владимировна (1903—1918)
- Костров, Андрей Андреевич (1927—1933)
- Костромина, Валентина Павловна (1937—1941)
- Костромской (Чалеев), Николай Федосьевич (1918—1938), автор спектаклей
- Котельников, Владимир Германович (1949—1980)
- Котенко, Валентина Родионовна (1942—1946)
- Кочетков, Афанасий Иванович (1979—2004)
- Кравцова, Ольга Александровна (1942—1943)
- Кравчуновская, Мария Александровна (1936—1942)
- Красавин, Виктор Васильевич (1922—1948)
- Красиновский, Александр Михайлович (1919—1922)
- Красовская, Елизавета Андреевна (1910—1918)
- Крашенинников, Фёдор Павлович (1932—1934)
- Кремлёва, Ирина Леонидовна (1922—1924)
- Кречетов, Рафаил Петрович (1920—1924)
- Кричко, Андрей Иванович (1919—1923)
- Крылов, Фёдор Тимофеевич (1938—1941)
- Кудинович, Алексей Сергеевич (с 1973)
- Кудрин, Алексей Николаевич (1918—1937)
- Кудрявцев, Николай Александрович (1918—1922)
- Кузнецов, Степан Леонидович (1925—1932)
- Кузнецова, Елена Степановна (1933—1966)
- Кузнецова, Ольга Владимировна (1988—1997)
- Кулакова, Лидия Васильевна (1954—1956)
- Кулешова, Елена Анатольевна (с 1976)
- Кулешова, Клавдия Степановна (1947—1956)
- Куликов, Виктор Дмитриевич (1999—2001)
- Куликов, Георгий Иванович (1946—1995)
- Кумельский, Владимир Владимирович (1918—1921)
- Куршинский, Евгений Валерьевич (1992—1995)
- Куценко, Олег Константинович (1983—1996)
- Кушнер, Александр Исаакович (1944—1945)
- Лавин, Иван Дмитриевич (1905—1937)
- Лагутин, Иван Иванович (1936—1952)
- Ладомирская, Зинаида Константиновна (1919—1934)
- Лазарев, Николай Гаврилович (1924—1926)
- Ларина, Антонина Ивановна (1973—2004)
- Ларионов, Анатолий Матвеевич (1954—1974)
- Латышев, Борис Михайлович (1931—1934)
- Лебедев, Александр Степанович (1942—1946)
- Лебедев, Владимир Фёдорович (1904—1949)
- Лебедева, Мария Владимировна (1938—1974; с перерывом)
- Лебедева, Татьяна Николаевна (с 1980)
- Левина, Софья Александровна (1924—1934)
- Легоньков, Борис Никитич (1936—1937)
- Лемперт, Леонид Михайлович (1924—1928)
- Ленин (Игнатюк), Михаил Францевич (1902—1919, 1923—1951), автор спектаклей
- Ленина, Алла Михайловна (1941—1947)
- Лёвшина, Анастасия Александровна (1904—1921)
- Леонтович, Евгения Константиновна (1917—1921)
- Леонтьев, Пётр Иванович (1938—1951)
- Лепко, Виктория Владимировна (1963—1994)
- Лепковский, Евгений Аркадьевич, автор спектаклей
- Лепштейн, Иосиф Григорьевич (1932—1954)
- Лешковская, Елена Константиновна (1887—1925)
- Ликсо, Ирина Анатольевна (1942—2009)
- Липецкая, Мария Ивановна (1942—1948)
- Литвинов, Андрей Яковлевич (1938—1980)
- Литвинов, Георгий Аркадьевич (1927—1930)
- Локтев, Алексей Васильевич (1972—1980)
- Лосев, Анатолий Петрович (1943—1947)
- Лоскутов, Лев Тимофеевич (1976—1994)
- Лукьянов, Александр Александрович (1966—1968)
- Лыткина, Александра Николаевна (1921—1946)
- Любезнов, Иван Александрович (1948—1988)
- Любезнов, Михаил Иванович (1969—1974; с перерывом)
- Любимов-Ланской (Гелибтер), Евсей Осипович (1941—1943)
- Люминарская, Инна Алексеевна (1920—1922)
- Лях, Игорь Владимирович (1983—1987)
- Макарова, Вера Васильевна (1922—1942)
- Макашин, Дмитрий Сергеевич
- Максаев, Алексей Никитич (1936—1938)
- Максимов (Самусь), Владимир Васильевич (1906—1918)
- Максимова, Ядвига Осиповна (1922—1924)
- Малышева, Ольга Ефимовна (1920—1959)
- Манке, Андрей Трифонович (с 1970)
- Марков, Леонид Васильевич (1986—1987)
- Маркушев, Сергей Алексеевич (1956—1990)
- Мартынов, Михаил Иванович (1901—1922)
- Мартьянов (Моченев), Олег Сергеевич (c 1973)
- Марутаева, Мария Константиновна (1920—1932)
- Марцевич, Кирилл Эдуардович (1995—1998)
- Марцевич, Эдуард Евгеньевич (1969—2013), автор спектаклей
- Массалитинова, Варвара Осиповна (1901—1945)
- Матвеев, Евгений Семёнович (1952—1968)
- Матвеева-Малкиель, Надежда Матвеевна (1920—1924)
- Мегистов, Вениамин Александрович (1927—1934)
- Медведев, Дмитрий Александрович (1995—2001)
- Медведев, Николай Дмитриевич (1922—1935), автор спектаклей
- Медведев, Юрий Николаевич (1986—1991)
- Межинский, Семён Борисович (1933—1959), автор спектаклей
- Мезенцова, Евгения Сергеевна (1920—1937)
- Мейер, Владимир Эдуардович (1922—1940)
- Мелик-Пашаев, Константин Шамильевич (1943—1947)
- Меньшиков, Олег Евгеньевич (1981)
- Меркулова, Любовь Павловна (1921—1948)
- Микшун, Галина Григорьевна (c 1960)
- Миленко, Константин Данилович (1938—1943)
- Мирский, Анатолий Константинович (1915—1941)
- Михайлов, Александр Яковлевич (1985—2006)
- Михитаров, Константин Иванович (1924—1975)
- Мишин, Фёдор Васильевич (1948—1977; с перерывом)
- Мичурина, Мария Николаевна (1947—1952)
- Моисеева, Клавдия Викторовна (с 1977)
- Монахов, Владимир Багратович (1951—1963), автор спектаклей
- Моргунов, Евгений Александрович (1951—1953)
- Морозов, Алексей Николаевич (1919—1920)
- Морозов, Василий Фёдорович (1925—1935)
- Морозова, Светлана Константиновна (1956—2004)
- Музиль, Николай Николаевич (1896—1930)
- Муравьёва, Ирина Вадимовна (с 1993)
- Муханова, Мария Сергеевна (1938—1941)
- Мякишев, Константин Михайлович (1960—1989)
- Назаров, Дмитрий Юрьевич (1980—1995)
- Назаров, Константин Александрович (1942—1950)
- Назарова, Лидия Николаевна (1933—1948)
- Найдёнова, Елизавета Ивановна (1907—1949)
- Нароков (Якубов), Михаил Семёнович (1920—1949), автор спектаклей
- Нарокова, Мария Михайловна (1937—1946)
- Неелов, Вадим Николаевич (1923—1925)
- Некрасова, Татьяна Александровна (1961—1963)
- Непомнящая, Анна Александровна (1922—1959)
- Нечеухин, Борис Автономович (1946—1947)
- Нижинская, Елена Михайловна (1918—1922)
- Нижинский, Борис Михайлович (1922—1925)
- Низовой, Виктор Алексеевич (с 1995)
- Никитин, Михаил Иванович (1936—1941)
- Никифоров, Игорь Владимирович (1944—1948)
- Николенко, Владимир Андреевич (1986)
- Никольский, Борис Иванович (1911—1949), автор спектаклей
- Никулина, Надежда Алексеевна (1863—1923)
- Нифонтова, Руфина Дмитриевна (1958—1994)
- Новак, Валерия Владимировна (1942—1987)
- Новиков А. Г. (1920—1924)
- Новиков, Константин Вячеславович (1992—1996)
- Новицкий, Борис Павлович (1927—1935)
- Новохижин, Михаил Михайлович (1949—1975), автор спектаклей
- Носач, Валерий Григорьевич (1982—1996)
- Носик, Валерий Бенедиктович (1972—1995)
- Носик, Владимир Бенедиктович (с 1995)
- Оболенский, Георгий Юрьевич (c 1963)
- Обухова, Варвара Александровна (1922—1988; с перерывом)
- Овчинников, Александр Юрьевич (1973—1997)
- Овчинникова, Мария Назаровна (1943—1994)
- Оленев, Павел Алексеевич (1935—1959)
- Ольховский, Виктор Родионович (1921—1935)
- Опритов, Анатолий Иванович (1967—2003)
- Орлов, Александр Сергеевич (1920—1922)
- Орлов, Иван Спиридонович (1931—1941)
- Орлова, Валентина Николаевна (1922—1963)
- Орлова, Лидия Владимировна (1944—1958)
- Освецимский, Владимир Иванович (1918—1921)
- Остужев (Пожаров), Александр Алексеевич (1898—1901, 1902—1953)
- Охлупина, Алёна Игоревна (с 1985)
- Павлов, Виктор Павлович (1975—1985, 1990—2006)
- Павлов, Дмитрий Сергеевич (1941—1983)
- Павлов, Николай Алексеевич (1922—1925)
- Павлова, Вера Александровна (1916—1920)
- Падарин, Николай Михайлович (1895—1918)
- Панкова, Татьяна Петровна (1943—2011)
- Пашенная, Вера Николаевна (1907—1962), автор спектаклей
- Пашкова, Людмила Анатольевна (c 1967)
- Пашкова, Мария Марковна (1921—1948)
- Пашкова, Ольга Леонидовна (c 1987)
- Пельше, Ария Робертовна (1937—1938)
- Переслени, Мария Алексеевна (1919—1937)
- Петренко, Игорь Петрович (2000—2002)
- Петров, Георгий Константинович (1931—1934)
- Печерникова, Ирина Викторовна (1978—1990)
- Пирогова, Людмила Леонидовна (1960—2010)
- Писаренко, Дмитрий Валентинович (1980—1996)
- Подгорный, Владимир Афанасьевич (1936—1944), автор спектаклей
- Подгорный, Никита Владимирович (1954—1982)
- Подгородинский, Глеб Валерьевич (c 1993)
- Познанский, Василий Васильевич (1943—1946)
- Полетаев, Сергей Алексеевич (1903—1941)
- Половикова, Клавдия Михайловна (1922—1924)
- Половикова, Мария Михайловна (1932—1936)
- Полонская, Ирина Витольдовна (1922—1934)
- Полонский, Витольд Альфонсович (1903—1918)
- Поляков, Аркадий Васильевич (1942—1949)
- Полякова, Людмила Петровна (c 1990)
- Полякова, Ольга Николаевна (1920—1958; с перерывом)
- Попов, Борис Фёдорович (1950—1973), автор спектаклей
- Попов, Василий Алексеевич (1933—1943)
- Потапов, Александр Сергеевич (c 1962)
- Правдин (Трейлебен), Осип Андреевич (1878—1921)
- Преображенская, Алла Васильевна (1914—1956; с перерывом)
- Прозоровский (Ременников), Лев Михайлович (1923—1925), автор спектаклей
- Прокопович, Мария Антоновна (1947—1949)
- Пролыгина, Анна Ильинична (1938—1941; с перерывом)
- Пронин, Александр Семёнович (1947—1977)
- Пряхин, Александр Григорьевич (1982—1997)
- Пятков, Александр Александрович (1997—2001)
- Радин (Казанков), Николай Мариусович (1932—1935)
- Раневский, Борис Францевич (1919—1921)
- Рафалян, Клавдия Васильевна (1920—1942)
- Рахвалова, Инесса Геннадиевна (c 1991)
- Рахманов, Николай Николаевич (1943—1947)
- Рейзен, Раиса Романовна (1909—1956)
- Ржанов, Анатолий Иванович (1924—1953)
- Рогожина, Екатерина Ивановна (1933—1963)
- Роек, Констанция Францевна (1945—1975)
- Розанова, Ирина Александровна (1943)
- Розенель, Наталья Александровна (1923—1939)
- Ростовцева, Галина Николаевна (1924—1934)
- Роше, Алексей Иванович (1941—1943)
- Рубан, Борис Алексеевич (1924—1932)
- Рубцова, Елена Ивановна (1950—1984)
- Рудакова, Нина Фёдоровна (1920—1924)
- Рудная, Наталья Владимировна (1963—1968)
- Русецкая, Мария Мечиславовна (1920—1927)
- Рыбников, Николай Николаевич (1927—1956)
- Рыжков, Виктор Михайлович (1937—1946)
- Рыжов, Иван Андреевич (1882—1932)
- Рыжов, Николай Иванович (1923—1986), автор спектаклей
- Рыжова, Варвара Николаевна (1893—1963)
- Рыжова, Татьяна Николаевна (1963-2012)
- Рябов, Николай Семёнович (1928—1934)
- Сабинин, Юрий Константинович (1924—1934)
- Савельев, Владимир Дмитриевич (1921—1956; с перерывом)
- Савостьянов, Фёдор Фёдорович (1931—1932)
- Савченко, Александр Иванович (1968—1971)
- Садовская, Елизавета Михайловна (1894—1934)
- Садовская, Ольга Осиповна (1881—1919)
- Садовский, Михаил Михайлович (1937—1977)
- Садовский, Пров Михайлович (1895—1947), автор спектаклей
- Садовский, Пров Провович (1948—1992)
- Сазонов, Борис Михайлович (1954—1964)
- Сальникова, Александра Фёдоровна (1936—1970)
- Самойлов, Алексей Евгеньевич (1977—2007)
- Самойлов, Евгений Валерианович (1968—2006)
- Сафронов, Владимир Алексеевич (c 1972)
- Сафронова, Юлия Владимировна (c 1997)
- Сашин, Владимир Александрович (1905—1918)
- Сашин-Никольский, Александр Иванович (1919—1955)
- Свенцицкий, Анатолий Борисович (1945—1947)
- Сверчков, Владимир Николаевич (1956—1981)
- Светлов, Константин Алексеевич (1948—1973)
- Светлова, Валентина Владимировна (1975—2008)
- Светловидов (Седых), Николай Афанасьевич (1933—1960)
- Свищев, Иван Сергеевич (1918—1922)
- Свободин, Николай Капитонович (1921—1924)
- Седова, Муза Ивановна (1949—1999)
- Седой, Сергей Александрович (1925—1933)
- Семёнов, Григорий Васильевич (1922—1928)
- Семичова, Татьяна Николаевна (1946—1948)
- Сергеев, Геннадий Дмитриевич (1942—2012)
- Серова, Валентина Васильевна (1950—1952)
- Сечин, Константин Никитич (1942—1946)
- Сивов, Николай Алексеевич (1922—1962)
- Сидоров, Виктор Алексеевич (1937—1939)
- Синельникова А. Ф.
- Синякова, Надежда Николаевна (1930—1965)
- Скворцов, Михаил Алексеевич (1935—1941)
- Скиба, Татьяна Васильевна (c 1991)
- Складчиков, Пётр Данилович (c 1975)
- Скоробогатова, Галина Константиновна (1943—1996)
- Скрипкин, Сергей
- Скрябин, Николай Владимирович (1915—1918)
- Скуратов, Иван Фёдорович (1925—1949)
- Слижикова, Людмила Аркадьевна (1941—1946)
- Слободинская, Вера Аркадьевна (1933—1947)
- Смирнов, Аркадий Иванович (1936—1991)
- Смирнов, Николай Николаевич (1922—1931)
- Смирнов, Михаил Иванович (1937—1948)
- Смирнов, Сергей Иванович (1937—1942)
- Смирнов, Яков Иванович (1957—1961)
- Смирнова, Надежда Александровна (1908—1927)
- Смоктуновский, Иннокентий Михайлович (1972—1976)
- Снежницкий, Лев Дмитриевич (1935—1937)
- Соловьёв, Александр Иванович (1935—1944)
- Соловьёв, Николай Алексеевич (1918—1947)
- Солодова, Елизавета Михайловна (c 1948)
- Солодовник, Дмитрий Николаевич (c 1999)
- Соломин, Виталий Мефодьевич (1963—1986, 1988—2002), автор спектаклей
- Соломин, Юрий Мефодьевич (c 1957), автор спектаклей
- Соскин, Владимир Георгиевич (1925—1930)
- Спивак, Михаил Львович (1935—1946)
- Станюлис, Валентин Антонович (1922—1967; с перерывом)
- Старковский, Пётр Иванович (1938—1959)
- Стерникова, Мария Александровна (1975—2005)
- Стоянова, Наталья Сергеевна (1920—1963)
- Студенцов, Евгений Павлович (1932—1934)
- Суворкина, Людмила Анатольевна (c 1978)
- Супруненко, Игорь Иванович (1937—1945)
- Сускин, Виктор Петрович (1943—1948)
- Таланов, Николай Игнатьевич (1935—1941)
- Тарасова, Ксения Ивановна (1937—1964)
- Тартаковер, Мария Григорьевна (1918—1922)
- Ташков, Андрей Евгеньевич (1978—1979)
- Тёзов, Сергей Леонидович (c 1992)
- Телегин, Борис Васильевич (1934—1986)
- Тельпугова, Ирина Викторовна (c 1981)
- Терехов, Гавриил Матвеевич (1936—1945)
- Терешко, Александр Николаевич (1990—1991)
- Тёмкина, Валентина Васильевна (1934—1988; с перерывом)
- Титаева, Наталья Александровна (c 1976)
- Титов, Леонид Николаевич (1946—1969)
- Титова, Людмила Владимировна (c 1983)
- Ткаченко, Валентин Александрович (1960—1993)
- Толмазов, Борис Никитич (1979—1985)
- Толстова, Наталья Александровна (1922—1925)
- Торопов, Анатолий Михайлович (c 1952)
- Торчинская, Тамара Алексеевна (1967—1997)
- Троицкая, Анна Павловна (1943—1947)
- Туманов, Михаил Михайлович (1924—1938)
- Турбин, Виктор Семёнович (1938—1948)
- Турчанинова, Евдокия Дмитриевна (1891—1959)
- Тяпкина, Елена Алексеевна (1938—1941)
- Уралов, Николай Иванович (1919—1957)
- Фаддеев, Алексей Евгеньевич (c 1998)
- Фадеева, Софья Николаевна (1920—1989)
- Федоровский, Олег Сергеевич (1925—1957)
- Федотова, Гликерия Александровна (1909—1918)
- Филиппов, Роман Сергеевич (1957—1960, с перерывом, 1969—1992)
- Филиппов, Сергей Иванович (1916—1942)
- Филипчик, Олег Викторович (1988)
- Фоломеев, Владимир Яковлевич (1931—1939)
- Фомина, Маргарита Ивановна (1963—1970, 1971—2009)
- Фохт, Елизавета Сергеевна (1936—1939)
- Фохт, Сергей Николаевич (1902—1936), автор спектаклей
- Халютина, Сусанна Николаевна (1918—1921)
- Харитонов, Андрей Игоревич (1984—1990)
- Харитонова, Елена Германовна (c 1994)
- Харченко, Сергей Васильевич (1965—1995)
- Хлебников, Василий Иванович (1912—1948)
- Хлюстина, Анастасия Давыдовна (1900—1941)
- Хомятов, Антон Романович (1988; c 1994)
- Хорькова, Ольга Михайловна (1945—1989)
- Хохряков, Виктор Иванович (1953—1986: с перерывом), автор спектаклей
- Худолеев, Иван Николаевич (1893—1923; с перерывом)
- Царёв, Михаил Иванович (1937—1987), автор спектаклей
- Царёва, Вера Алексеевна (1920—1924)
- Цветаева, Мария Григорьевна (1918—1922)
- Цветкова, Наталья Михайловна (1958—1970)
- Цветкова, Наталья Сергеевна (1918—1923)
- Цимблер, Абрам Михайлович (1920—1922)
- Цыганков, Вениамин Иванович (1933—1949), автор спектаклей
- Цыплакова, Елена Октябревна (1979—1981)
- Чавчавадзе, Вера Михайловна (1918—1920)
- Черневский, Дмитрий Дмитриевич (1920—1924)
- Чернышёв, Сергей Михайлович (1918—1966)
- Чижова, Екатерина Игнатьевна (1920—1924)
- Чистякова, Татьяна Юрьевна (1941—1946)
- Чуваева, Ольга Александровна (c 1956)
- Шамин, Николай Иванович (1922—1957)
- Шарлахов, Виктор Петрович (1953—1980)
- Шарлахов, Владимир
- Шатов, Александр Павлович (1920—1924)
- Шатрова, Елена Митрофановна (1932—1976)
- Швец, Наталья Пантелеймоновна (с 1973)
- Шебуева, Елизавета Павловна (1917—1920)
- Шевчук (Пименов), Михаил Семёнович (1993—1997)
- Шереметьев, Алексей Иванович (1920—1957)
- Шершнёва, Светлана Иосифовна (1977—1985)
- Широкова, Нина Васильевна (1920—1924)
- Шмидт, Леонид Владимирович (1939—1941)
- Штефанко, Олег Степанович (1980—1992)
- Штраух, Максим Максимович (1950—1957)
- Шугаров, Сергей Петрович (1919—1946)
- Шухмина, Вера Алексеевна (1910—1925)
- Щепкина, Александра Александровна (1939—1987)
- Щепкина, Александра Львовна (1909—1918)
- Щепкина, Анна А. (1970? — 1979?)
- Щепкина, Елена Николаевна (1930—1963)
- Щербинина, Людмила Николаевна (c 1966)
- Щербиновская, Ольга Сергеевна (1909—1938)
- Эггерт, Константин Владимирович (1923—1924), автор спектаклей
- Эйбоженко, Алексей Сергеевич (1967—1980)
- Эльский, Николай Григорьевич (1918—1922)
- Эфенбах, Александр Михайлович (1924—1927)
- Юдина, Лилия Витальевна (c 1953)
- Юдина, Мария Петровна (1920—1942)
- Южин (Сумбатов), Александр Иванович (1882—1927)
- Юрин, Николай Борисович (1914—1923)
- Юрченко, Вячеслав Иосифович (1952—1972)
- Юрьев, Юлиан Феликсович (1918—1921)
- Юрьев, Юрий Михайлович (1929—1932)
- Яблочкина, Александра Александровна (1888—1964)
- Якобсон, Ирина Фёдоровна (1922—1925)
- Яковлев, Николай Капитонович (1893—1950), автор спектаклей
- Ярцева, Анна Фёдоровна (1938—1976)
- Ясинская, Ольга Юрьевна (1924—1929)

## Вне труппы
- Алексеев, Сергей Петрович — режиссёр (1934—1944) и художественный руководитель фронтового филиала театра
- Андреев, Владимир Алексеевич — главный режиссёр (1985—1988)
- Анненский, Исидор Маркович — режиссёр
- Балабан, Борис Александрович — режиссёр (1935—1936)
- Бейлис, Владимир Михайлович — режиссёр (1967—1970; с перерывом)
- Варпаховский, Леонид Викторович — режиссёр (1961—1970)
- Васильев, Пётр Павлович — режиссёр (1971—1973)
- Вершилов, Борис Ильич — режиссёр (1941—1944)
- Волков, Леонид Андреевич — режиссёр (1933—1960)
- Волконский, Николай Осипович — режиссёр (1919—1931)
- Вурос, Дмитрий Антонович — режиссёр (1959—1961)
- Дудин, Владимир Фёдорович — режиссёр (1943—1950)
- Иванов, Виталий Николаевич — режиссёр (с 1971)
- Иоффе, Юрий Владимирович — режиссёр (1977—1981)
- Кричко, Андрей Иванович — режиссёр (1945—1953)
- Ланской, Сергей Иванович — ассистент режиссёра; затем режиссёр (1917—1929)
- Львов-Анохин, Борис Александрович — режиссёр (1979—1989)
- Марджанов, Константин Александрович — режиссёр (1932—1933)
- Марков, Павел Александрович — режиссёр (1953—1955)
- Масленников, Александр Михайлович — режиссёр (1955—1957)
- Платон, Иван Степанович — режиссёр (1895—1935)
- Попов, Николай Александрович — режиссёр (1929—1934)
- Равенских, Борис Иванович — режиссёр (1952—1960, с перерывом, 1976—1980)
- Санин (Шенберг), Александр Акимович — режиссёр (1918—1921)
- Сверчков, Владимир Сергеевич — режиссёр (1969—1973)
- Симонов, Евгений Рубенович — главный режиссёр (1962—1968)
- Страдомская, Елена Ивановна — режиссёр (1948—1950)
- Судаков, Илья Яковлевич — режиссёр (1937—1944), главный режиссёр и художественный руководитель
- Турбина, Марианна Евгеньевна — режиссёр-ассистент, режиссёр
- Хейфец, Леонид Ефимович — режиссёр (1971—1986)
- Хохлов, Константин Павлович — режиссёр (1931—1938)
- Шатрин, Александр Борисович — режиссёр (1967—1970)